# اشلی سایکس
اشلی سایکس (انگلیسی: Ashleigh Sykes؛ زادهٔ ۱۵ دسامبر ۱۹۹۱) بازیکن فوتبال اهل استرالیا است.

وی همچنین در تیم‌های ملی فوتبال Australia women's national under-20 soccer team و زنان استرالیا بازی کرده‌است.